# Ricardo Jesus
Ricardo Jesus da Silva of simpelweg Ricardo Jesus (Campinas, 15 mei 1985) is een Braziliaanse aanvaller. Hij speelt bij CSKA Moskou. 
Hij begon zijn carrière bij het Braziliaanse Sport Club Internacional, om daarna naar het Russische Spartak Naltsjik te gaan. Daar werd hij al snel opgemerkt door CSKA Moskou, waar hij sinds 2008 speelt. Bij CSKA heeft hij echter geen basisplaats, en kon hij tijdens zijn korte invalbeurten weinig indruk maken. Sinds januari 2010 wordt hij verhuurd aan AE Larissa, dat een aankoopoptie heeft op de speler.